# Sonisphere Festival

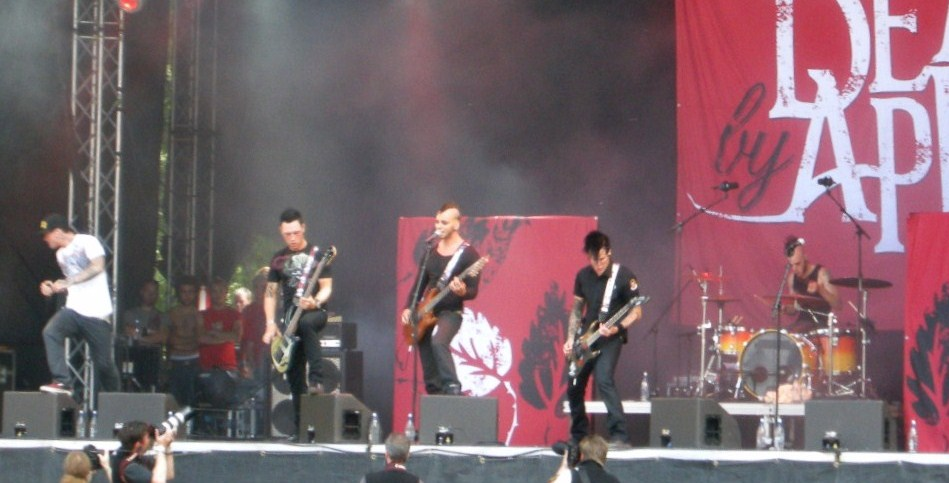
Dead By April öppnade Sonisphere 2009 i Sverige och spelade även i Knebworth.

Sonisphere Festival är en musikfestival med inriktning på hårdrock. Den startade år 2009 och genomfördes den sommaren på sex platser i Europa med Metallica som huvudband.
Sonisphere-turnén 2010 genomfördes på 11 platser runtom i Europa, varav nästan alla var nya gentemot första året. Till skillnad från 2009 var det inte en enda huvudakt på samtliga festivaldagar utan turnéns huvudband varierade mellan Iron Maiden, Metallica och Rammstein.
2011 turnerade festivalen i 11 länder, däribland för första gången i Frankrike och Italien. I flera länder var The Big Four of Thrash, dvs Metallica, Slayer, Megadeth och Anthrax huvudband.

## 2009
Under 2009 utspelades festivalen i sex olika länder i Europa, med Metallica som huvudband. I alla städer förutom i Knebworth i England var det en endagsfestival; där pågick festivalen i två dagar. Linkin Park var lördagens huvudband under tvådagarsfestivalen i England. I varje land var det omkring tio akter som uppträdde, ofta även några med lokal anknytning. Således spelade The Hives, Adept och Meshuggah enbart i Sverige. Dead by April uppträdde dock utöver i Sverige även under den andra av de två festivaldagarna i England. 

### Holland
Den holländska upplagan av festivalen genomfördes lördag 2 juni 2009 i Goffert Park, Nijmegen. 
- Metallica
- Slipknot
- Korn
- Lamb of God
- Down
- Kamelot
- Pendulum

Inställda band
- Mastodon
- The Sword

### Tyskland
Den tyska upplagan av festivalen genomfördes lördag 4 juli 2009 i Hockenheimring.
- Metallica
- Die Toten Hosen
- Anthrax
- In Extremo
- Down
- Lamb of God
- Mastodon
- The Sword

### Spanien
Den spanska upplagan av festivalen genomfördes lördag 11 juli 2009 i Barcelona.
- Metallica
- Slipknot
- Lamb of God
- Mastodon
- Down
- Machine Head
- Gojira
- The Eyes
- Soziedad Alkoholika

### Sverige
Den svenska upplagan av festivalen genomfördes lördag 18 juli 2009 i Folkets park i Hultsfred. Anthrax ställde in eftersom sångaren Dan Nelson blivit sjuk.
- Adept
- The (International) Noice Conspiracy
- Lamb of God
- Meshuggah
- Dani Filth
- Mastodon
- The Cult

- Metallica
- Cradle of Filth
- Primal Scream
- Lamb of God
- Mastodon
- Meshuggah
- Machine Head
- The (International) Noise Conspiracy
- The Hives
- The Cult

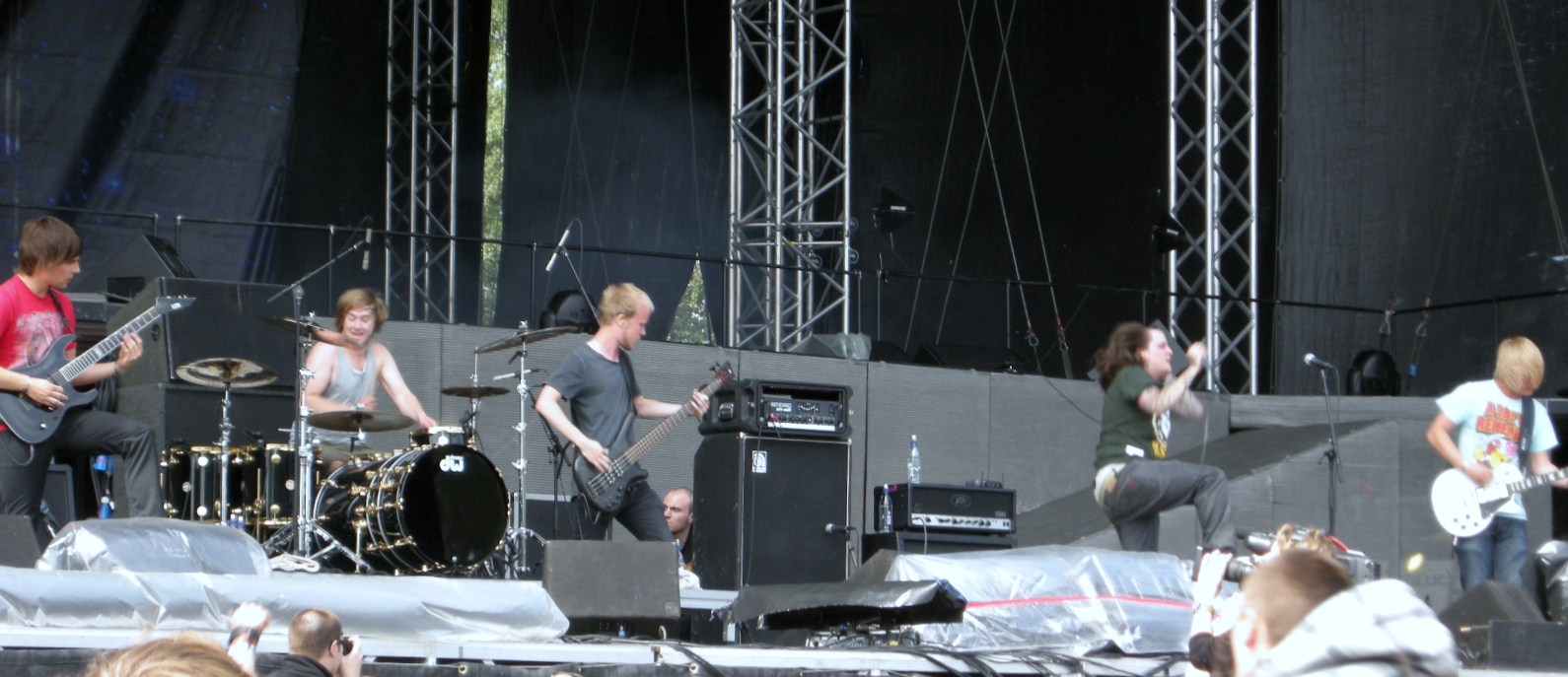
Adept
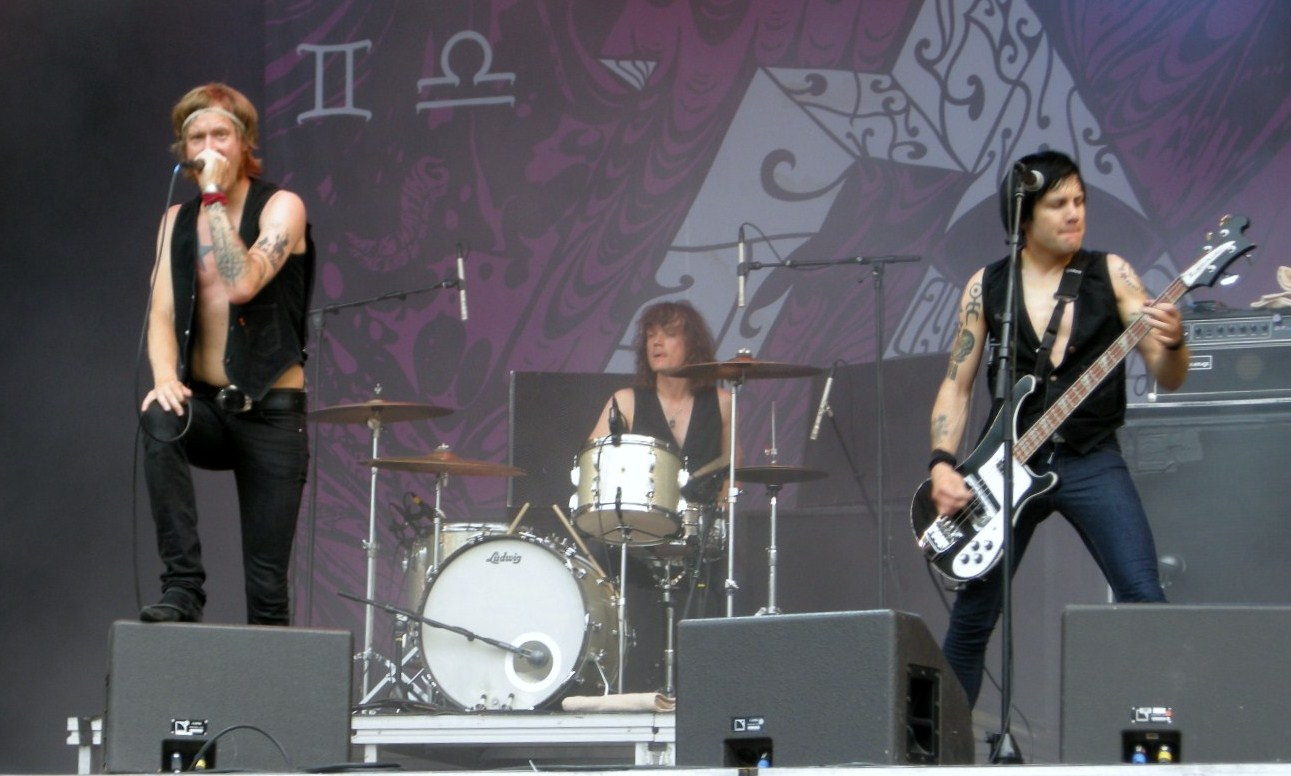
The (International) Noice Conspiracy
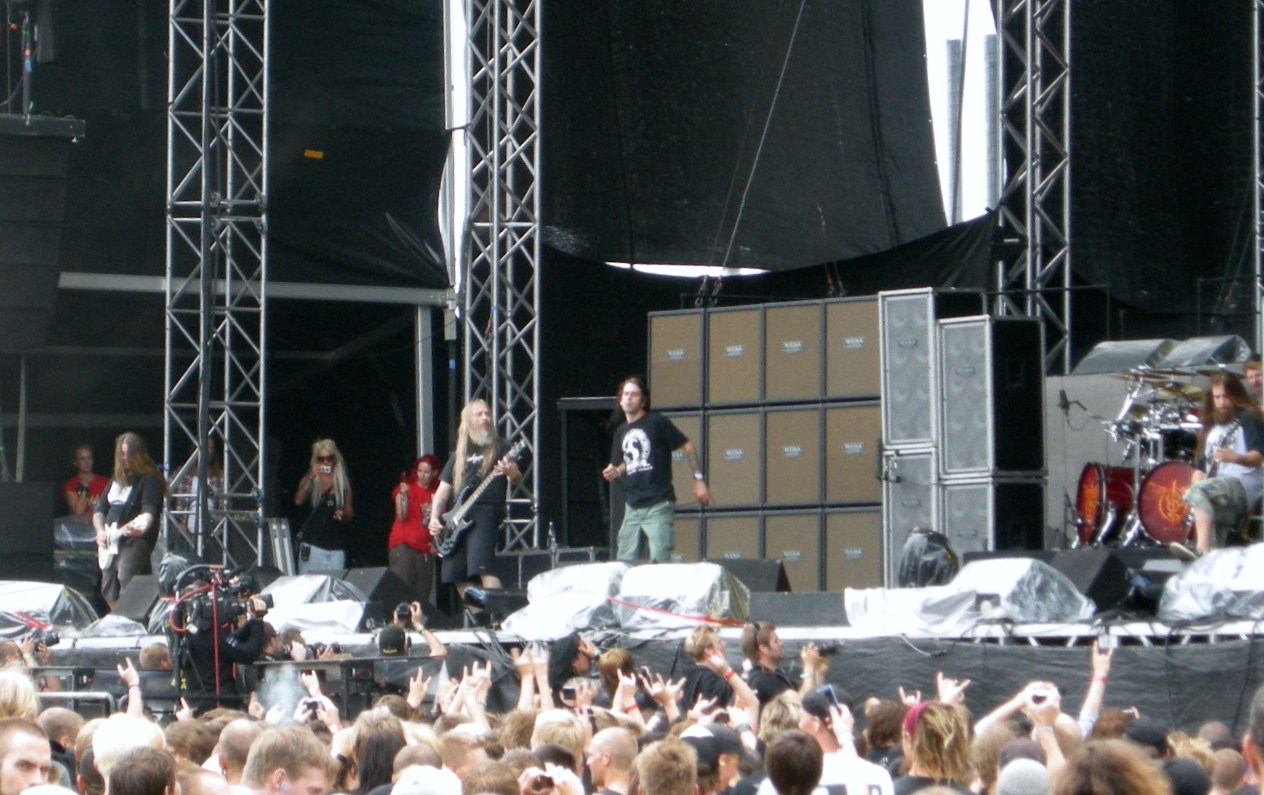
Lamb of God
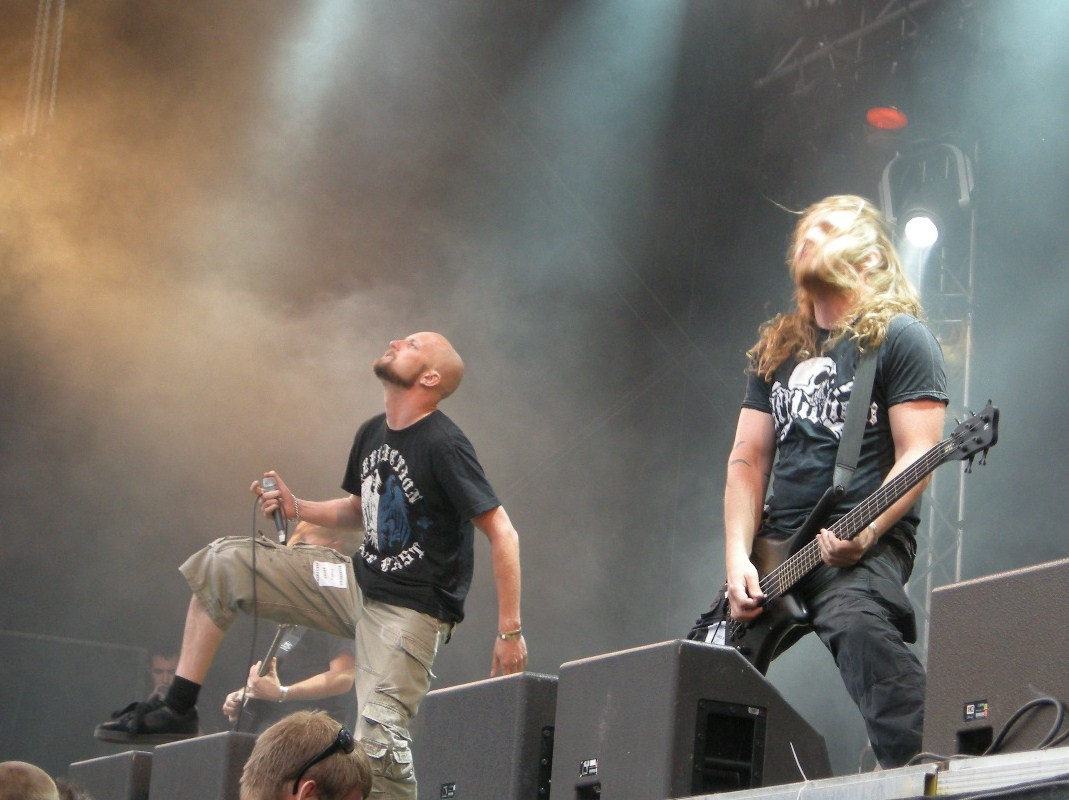
Meshuggah
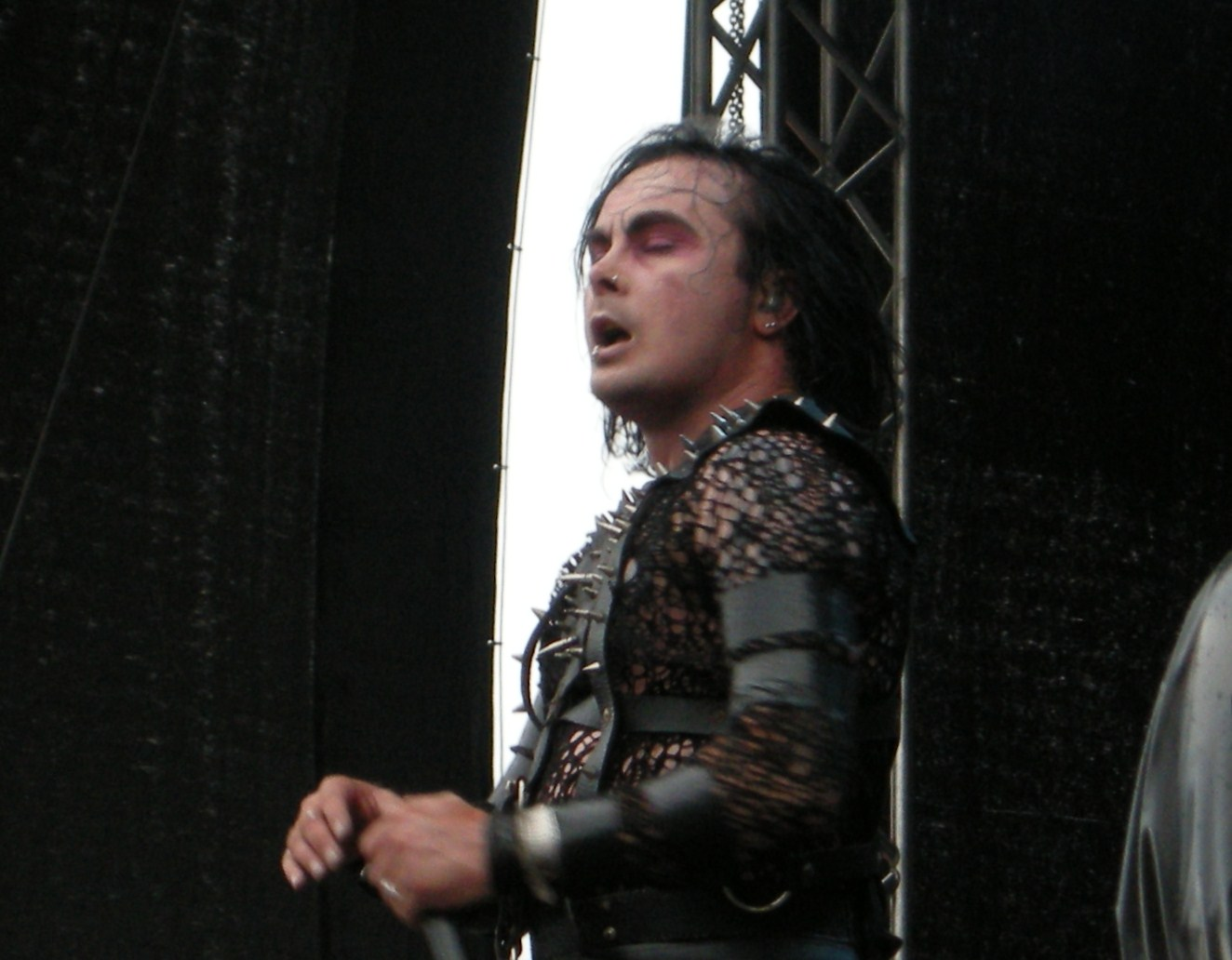
Dani Filth
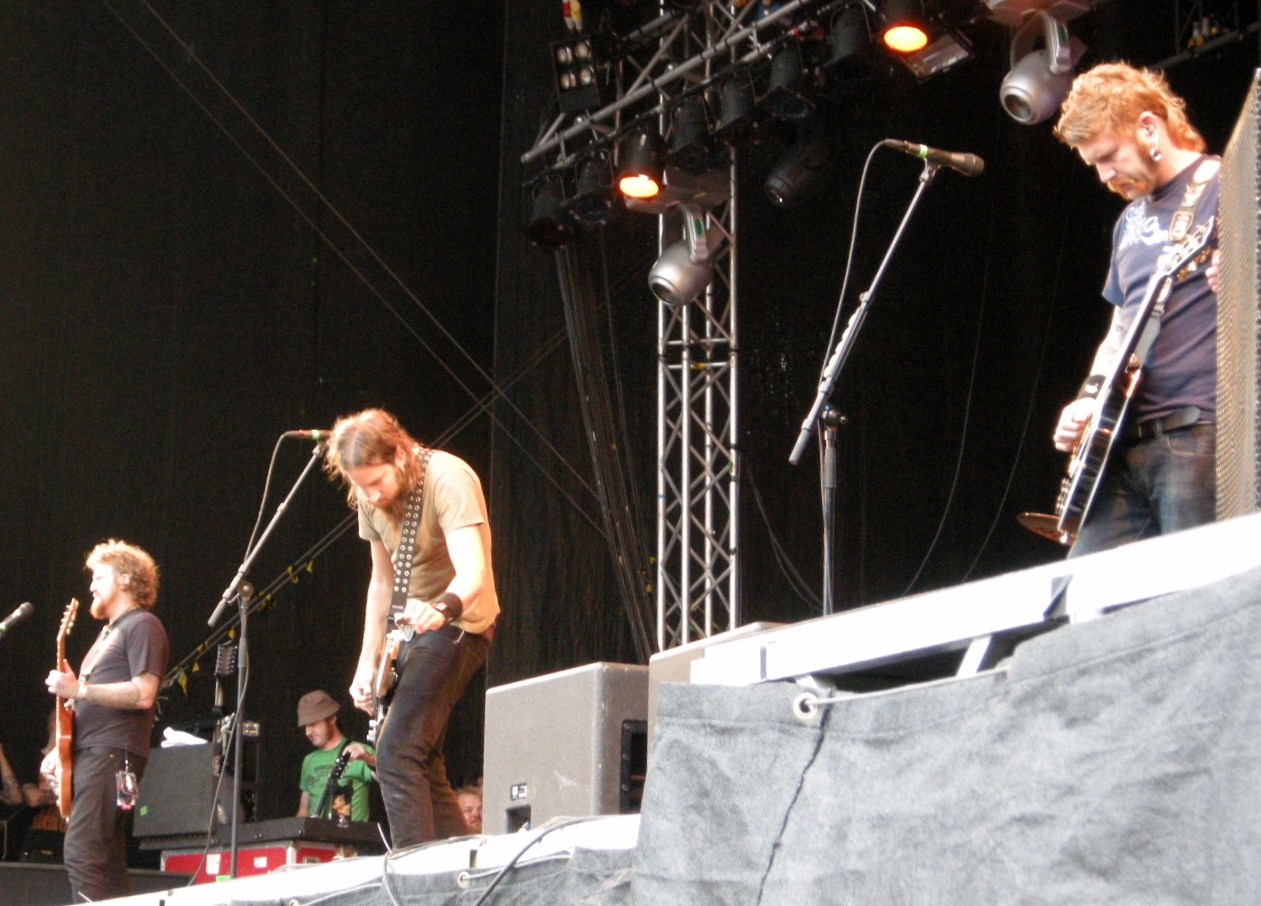
Mastodon
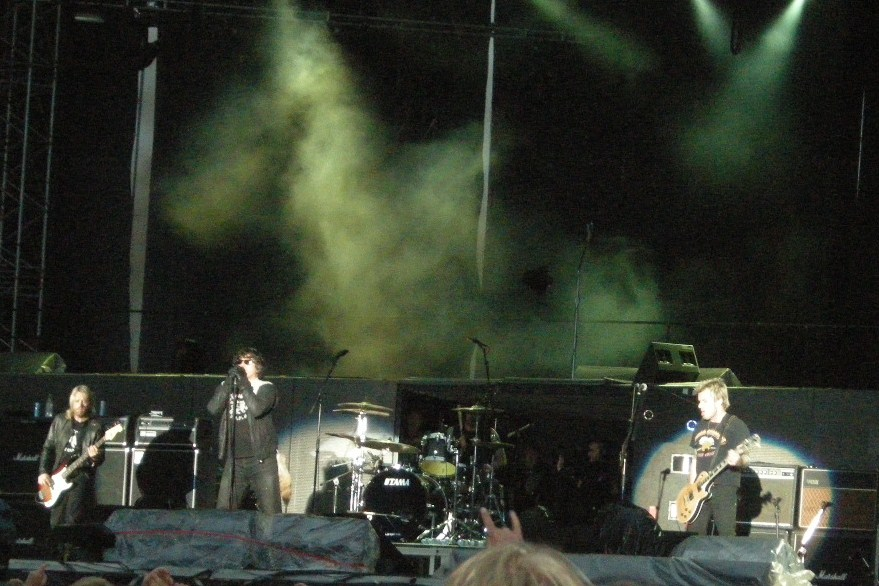
The Cult

- Dead by April

Inställda band
- Anthrax

### Finland

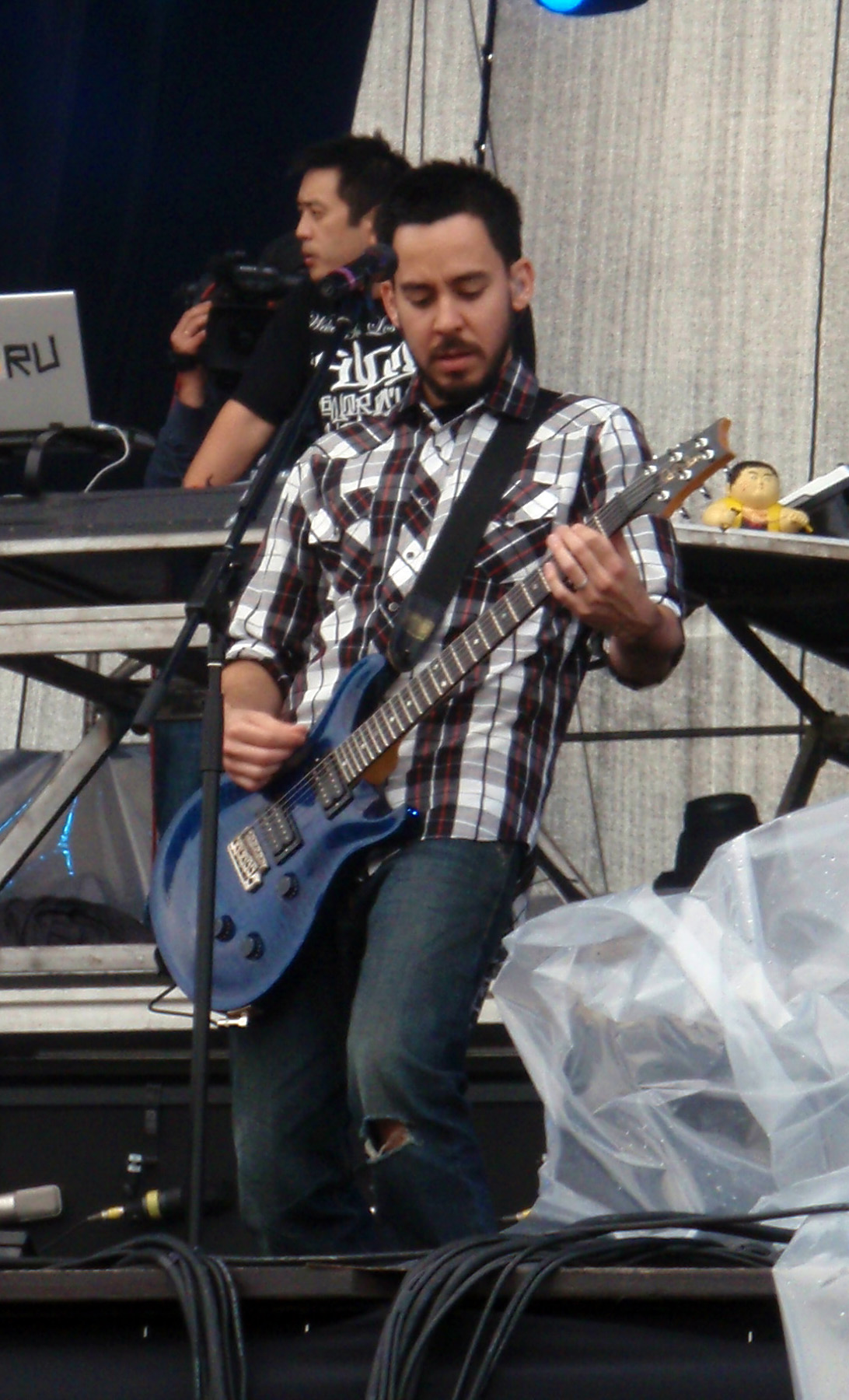
Mike Shinoda från Linkin Park.

Den finska upplagan av festivalen genomfördes lördag 25 juli 2009 på Skrivarholmen i Björneborg.
- Metallica
- Linkin Park
- Machine Head
- Anthrax
- Saxon
- Lamb of God
- Mastodon
- Diablo
- Nicole
- Los Bastardos Finlandeses

### England
Den engelska upplagan av festivalen genomfördes i Knebworth, under de två dagarna 1-2 augusti 2009, med Linkin Park som huvudakt på lördagen och Metallica på söndagen.
Band på huvudscenerna
- Metallica
- Linkin Park
- Nine Inch Nails
- Bullet for my Valentine
- Avenged Sevenfold
- Taking Back Sunday
- Feeder
- Alice in Chains
- Anthrax
- Fear Factory
- Lamb of God
- Airbourne
- Thin Lizzy
- Killing Joke
- Mastodon
- The Sword
- Skindred

Band i Bohemia
- Corey Taylor (solo)
- Dirty Little Rabbits
- Attack! Attack!
- Cancer Bats
- Dead By April
- Dinosaur Pile Up
- Fighting With Wire
- The Ataris
- The Chapman Family
- Twin Atlantic
- Rolo Tomassi

## Sonisphere 2010

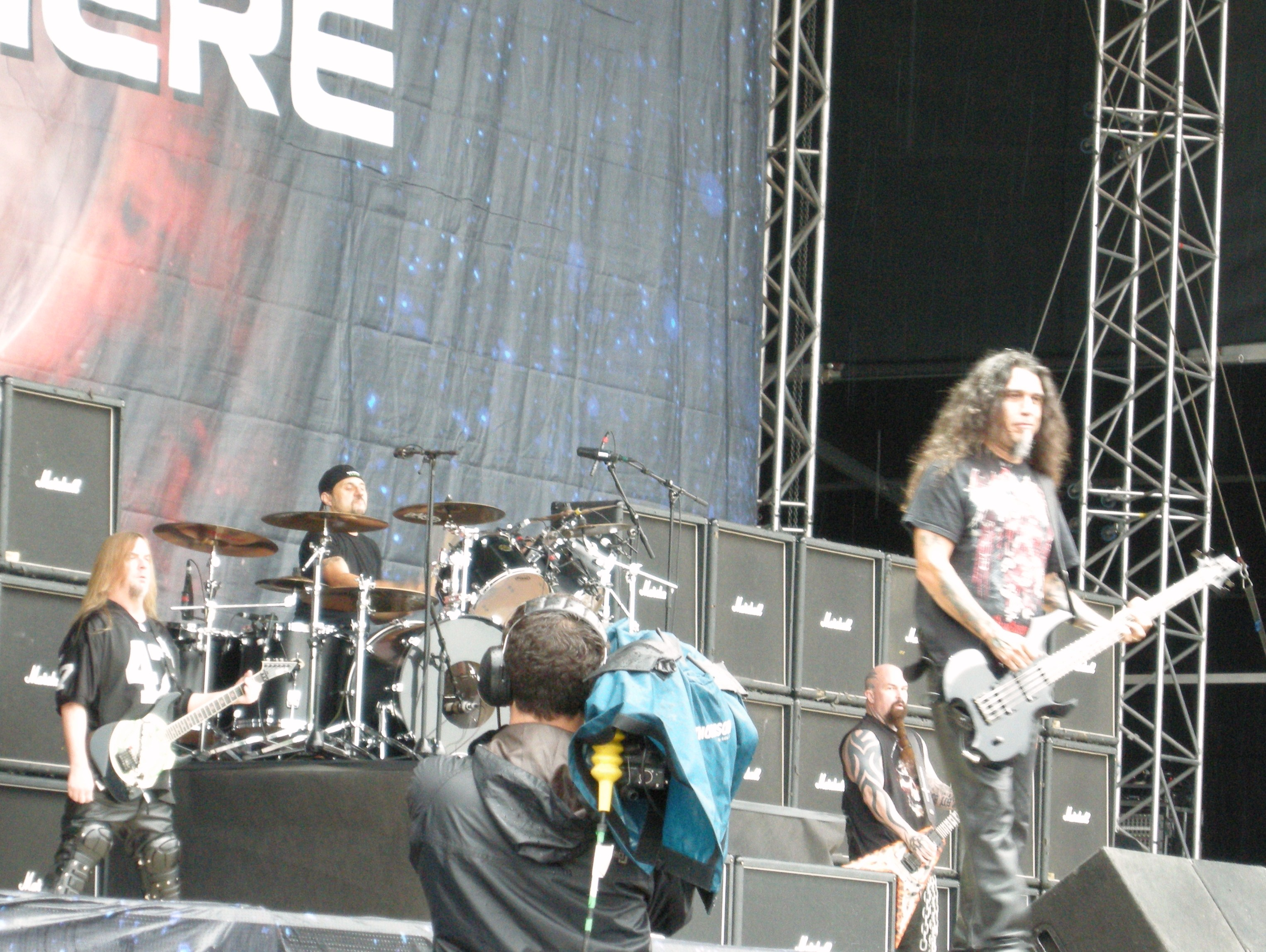
Slayer, ett av banden i "the big four of thrash"

Sonisphere-turnén 2010 genomfördes på 11 platser runtom i Europa mellan 16 juni och 8 augusti. Till skillnad från 2009 var det inte en enda huvudakt på samtliga festivaldagar utan turnéns huvudband varierade mellan Iron Maiden, Metallica och Rammstein. Bandet Heaven and Hell, som skulle spelat bland annat i Turkiet, Sverige och Finland, fick ställa in på grund av Ronnie James Dios sjukdom, och senare död.

### Polen
Warszawa i Polen var värdstad för den första av 2010 års festivaler. Festivalen i Polen ägde rum 16 juni och Metallica, Megadeth, Slayer och Anthrax, de band som gemensamt kallas big four of thrash metal, spelade då tillsammans för första gången i historien.
Banden som spelade i Polen var: 
- Metallica
- Megadeth
- Slayer
- Anthrax
- Behemoth
- Frontside
- Diary of Sorrow
- Materia

### Schweiz
Schweiz var andra landet som var värd för festivalen 2010 och den ägde rum i Degenauparken i Jonschwil 18 juni 2010.
De band som spelade i Schweiz var: 
- Metallica
- Slipknot
- Slayer
- Megadeth
- Anthrax
- Rise Against
- Motörhead
- Stone Sour
- Alice in Chains
- Bullet for my Valentine
- As I Lay Dying
- Atreyu
- DevilDriver
- 3 Inches of Blood
- Amon Amarth
- Volbeat
- Hellyeah
- Smoke Blow
- Dear Superstar

### Tjeckien

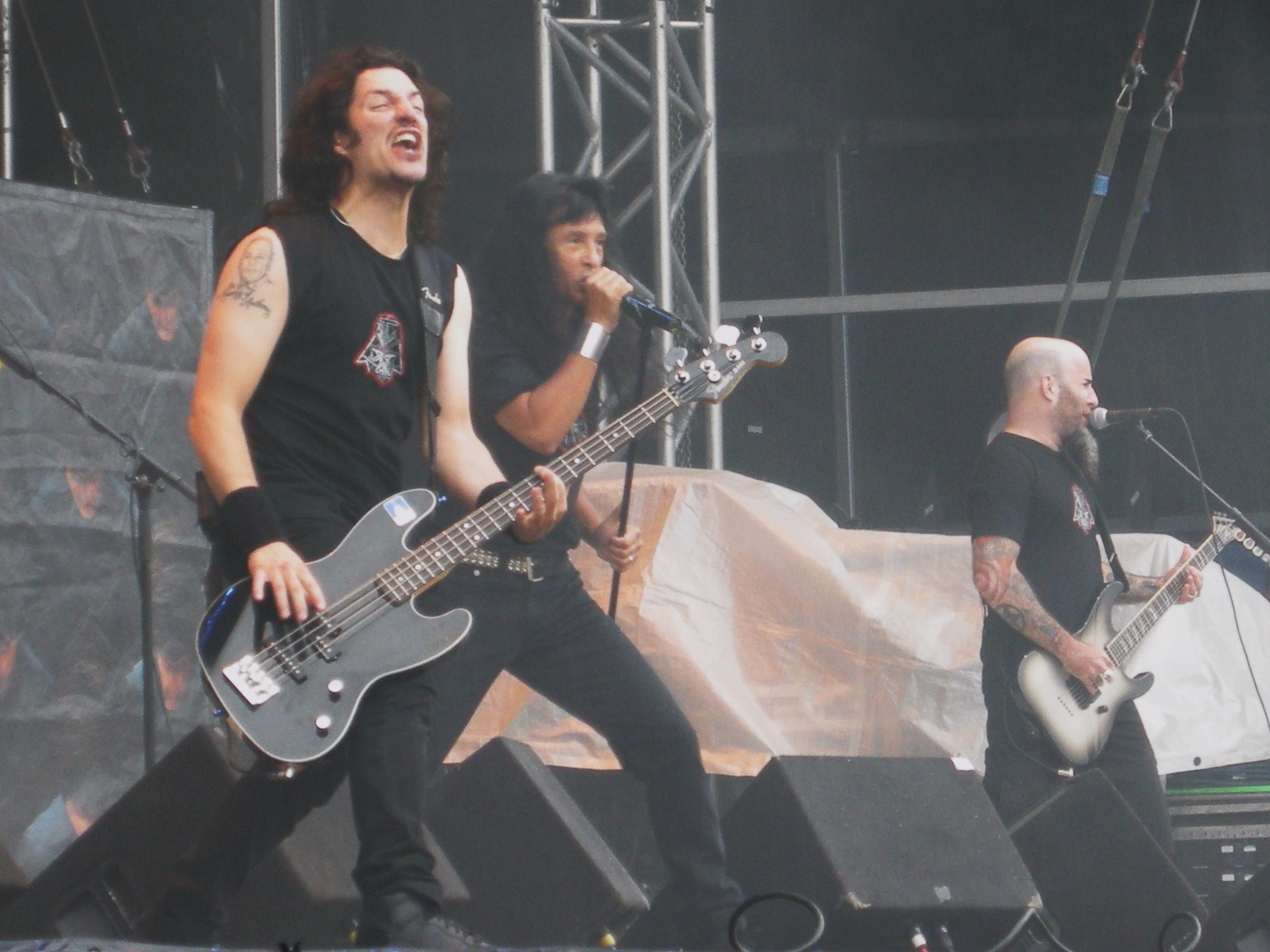
Anthrax spelade på alla turnéstoppen under 2010 års Sonisphere

I Tjeckien utspelade sig festivalen i Milovice 19 juni 2010. Även här var festivalen en endagstillställning och huvudband var Metallica. 
Banden som spelade i Tjeckien var: 
- Metallica
- Slayer
- Megadeth
- Anthrax
- Rise Against
- Stone Sour
- Alice in Chains
- Therapy?
- Fear Factory
- Volbeat
- DevilDriver
- Debustrol
- Panic Cell
- Shogun Tokugawa

### Bulgarien
Bulgarien genomförde sin första Sonispherefestival i Sofia under två dagar, 22 och 23 juni 2010, på Vasil Levski National Stadium. Konserterna dessa dagar sändes också av TV i teatersalonger världen över som en del av The Big Four Tour. Detta var första gången de fyra spelade samma dag och på samma scen.
| Sonisphere Festival i Sofia, Bulgarien          |                                                    |
| 22 juni 2010                                    | 23 juni 2010                                       |
| Metallica Slayer Megadeth Anthrax Bastardolomey | Rammstein Manowar Alice in Chains Stone Sour Skre4 |

### Grekland
Sonispherefestivalen i Grekland hölls 24 juni 2010 i Terra Vibe Park i Aten inför 30 000 besökare.
Banden som spelade i Grekland var:
- Metallica
- Megadeth
- Slayer
- Anthrax
- Stone Sour
- Bullet for My Valentine
- Suicidal Angels

### Rumänien
I Rumänien genomfördes Sonispherefestivalen 25 till 27 juni i Bukarest på Romexpo.
| Fredag        | Lördag      | Söndag          |
| ------------- | ----------- | --------------- |
| Accept        | Metallica   | Rammstein       |
| Manowar       | Slayer      | Alice in Chains |
| Volbeat       | Megadeth    | Stone Sour      |
| Paradise Lost | Anthrax     | Anathema        |
| Orphaned Land | Vita de Vie | Luna Amara      |

### Turkiet
Turkiet höll festivalen samma dagar som Rumänien, 25 till 27 juni. Denna del av Sonisphere genomfördes i Istanbul på BJK İnönü Stadium.
Banden som spelade i Turkiet var:
- Metallica
- Rammstein
- Accept
- Slayer
- Megadeth
- Anthrax
- Heaven and Hell (inställd)
- Manowar
- Alice in Chains
- Stone Sour
- Mastodon (inställd)
- Volbeat
- Hayko Cepkin
- Pentagram
- Foma
- Blacktooth
- Gren
- Ete Kurttekin

"The Big Four" stod på samma scen efter varandra men uppträdde inte tillsammans. 
Spelprogrammet för festivalen:
Fredag 25 juni
- Rammstein 	21:00 – 23:00
- Alice in Chains 19:00 – 20:00
- Pentagram 	17:30 – 18:30
- Stone Sour 	16:15 – 17:00
- Blacktooth 	15:00 – 15:45
- Ete Kurttekin 	14:00 – 14:30
- Festivalen öppnade    : 13:00

Lördag, 26 juni
- Accept 	        21:00 – 23:00
- Manowar 	19:15 – 20:15
- Hayko Cepkin 	17:45 – 18:45
- Volbeat 	16:30 – 17:15
- Murder King 	15:30 – 16:00
- Festivalen öppnade    : 14:00

Söndag, 27 juni
- Metallica 	21:00 – 23:00
- Slayer 	        19:00 – 20:00
- Megadeth 	17:30 – 18:30
- Anthrax 	16:15 – 17:00
- Foma 	        15:15 – 15:45
- Gren 	        14:15 – 14:45
- Festivalen öppnade    : 13:00

### Spanien
Spanien genomförde Sonisphere 9 och 10 juli 2010, på Getafe Open Air i Madrid.
Banden som spelade i Spanien var:
- Rammstein
- Faith No More
- Heaven & Hell (inställt)
- Slayer
- Alice in Chains
- Megadeth
- Anthrax
- Bullet for My Valentine
- Coheed and Cambria
- Volbeat
- Headcharger

### Storbritannien

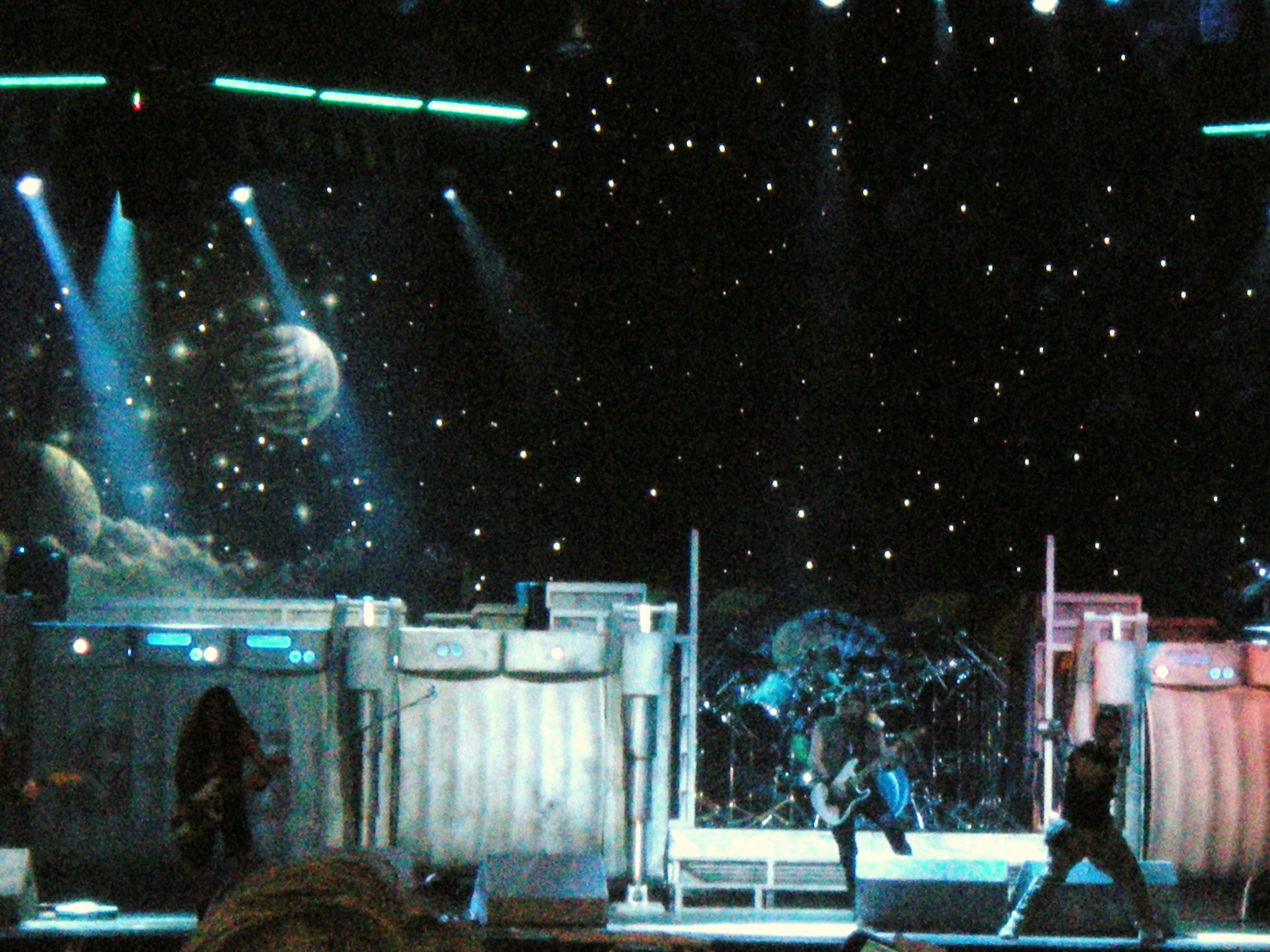
Iron Maiden var huvudband bland annat i England

Sonisphere anlände till Storbritannien och en tredagarsfestival 30 juli till 1 augusti, vilken ägde rum i Knebworth. Medverkade gjorde bland andra Alice Cooper, Alice in Chains och Slayer, huvudakter var Iron Maiden och Rammstein.
De utannonserade banden var:
| Apolloscenen                                                                      |                                                                            |
| Lördag                                                                            | Söndag                                                                     |
| Rammstein Placebo Good Charlotte Papa Roach Anthrax Lacuna Coil Family Force Five | Iron Maiden Pendulum Alice in Chains Slayer Skindred Karnivool Madina Lake |

| Saturnscenen                                  |                                                                     |                                                                                    |
| Fredag                                        | Lördag                                                              | Söndag                                                                             |
| Alice Cooper Gary Numan Europe Turisas Delain | Mötley Crüe Skunk Anansie Apocalyptica Fear Factory Soulfly Sabaton | Iggy and the Stooges The Cult Bring Me the Horizon Dir en Grey The Fab Beatles CKY |

| Bohemia                                                          | | |
| Fredag                                                           | Lördag | Söndag |
| Terrorvision 65daysofstatic Fastway Sylosis bigelf Black Spiders | Gallows Corey Taylor Therapy? Renegades Sick of it All Evile Katatonia Polar Bear Club Heaven's Basement Futures Enforcer | Funeral for a Friend Rollins Spoken Word Converge Fightstar The Union The Eighties Matchbox B-Line Disaster Rise to Remain Voodoo Six The Defiled |

| Bohemian Hilarity                              |                                                   |
| Saturday                                       | Sunday                                            |
| Tim Minchin Jarred Christmas MC Andrew O'Neill | Jim Jefferies Brian Posehn Sean Hughes Glenn Wool |

### Sverige
Sverige höll Sonispherefestivalen i Stockholm 7 augusti. Enligt arrangörerna deltog drygt 47 000 människor i festivalen vid Stora Skuggan.
Iron Maiden var huvudband och följande band uppträdde på festivalen.

#### Deltagande band

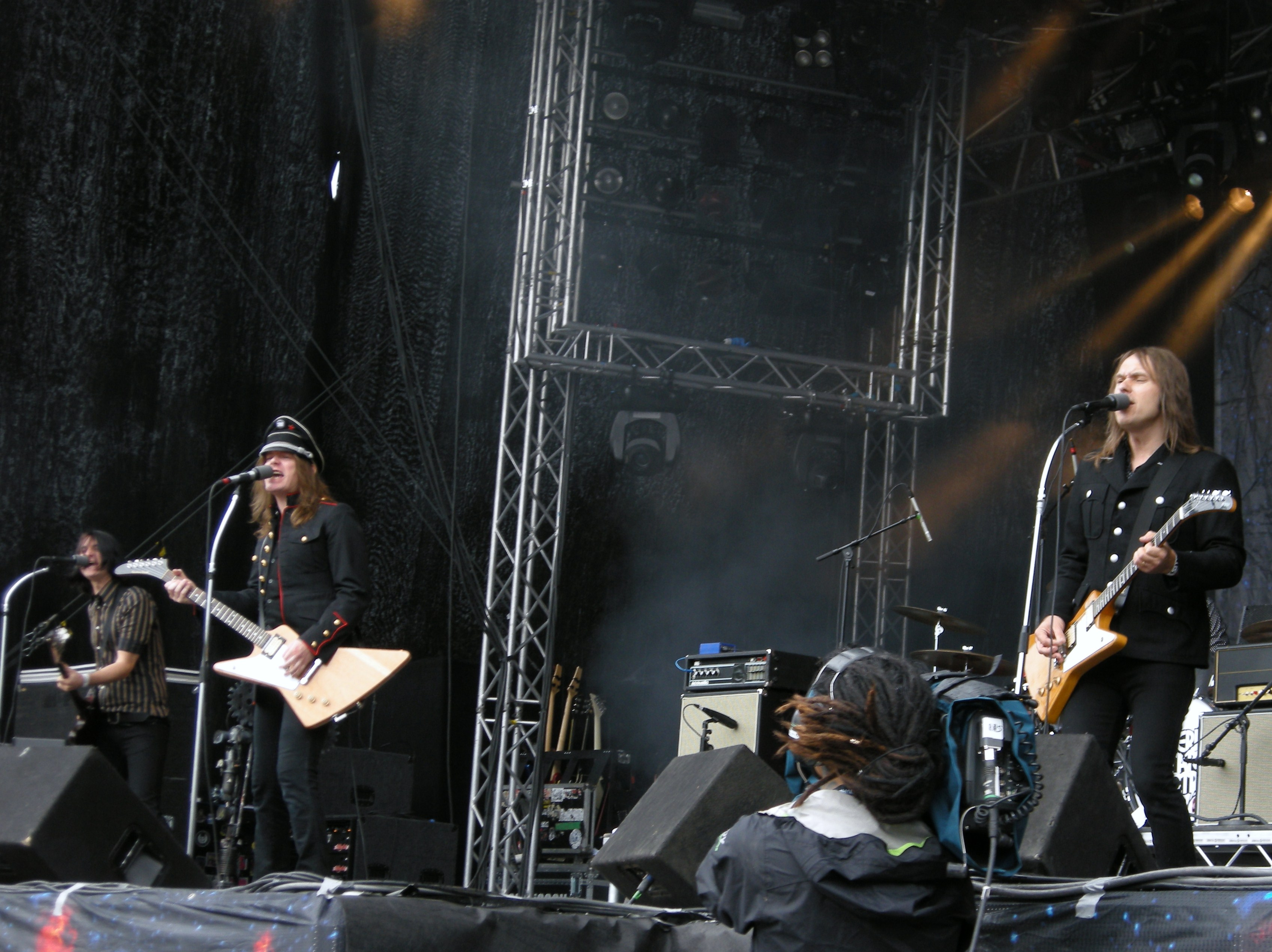
Imperial State Electric spelade på Saturnscenen i Sverige.

- Iron Maiden
- Heaven & Hell (Inställt)
- Mötley Crüe
- Alice Cooper
- Iggy & The Stooges
- Slayer
- Anthrax
- HammerFall
- Imperial State Electric
- Warrior Soul
- Family X (Red Bull Bedroom Jam)

#### Inställda band
- Heaven and Hell

### Förfest

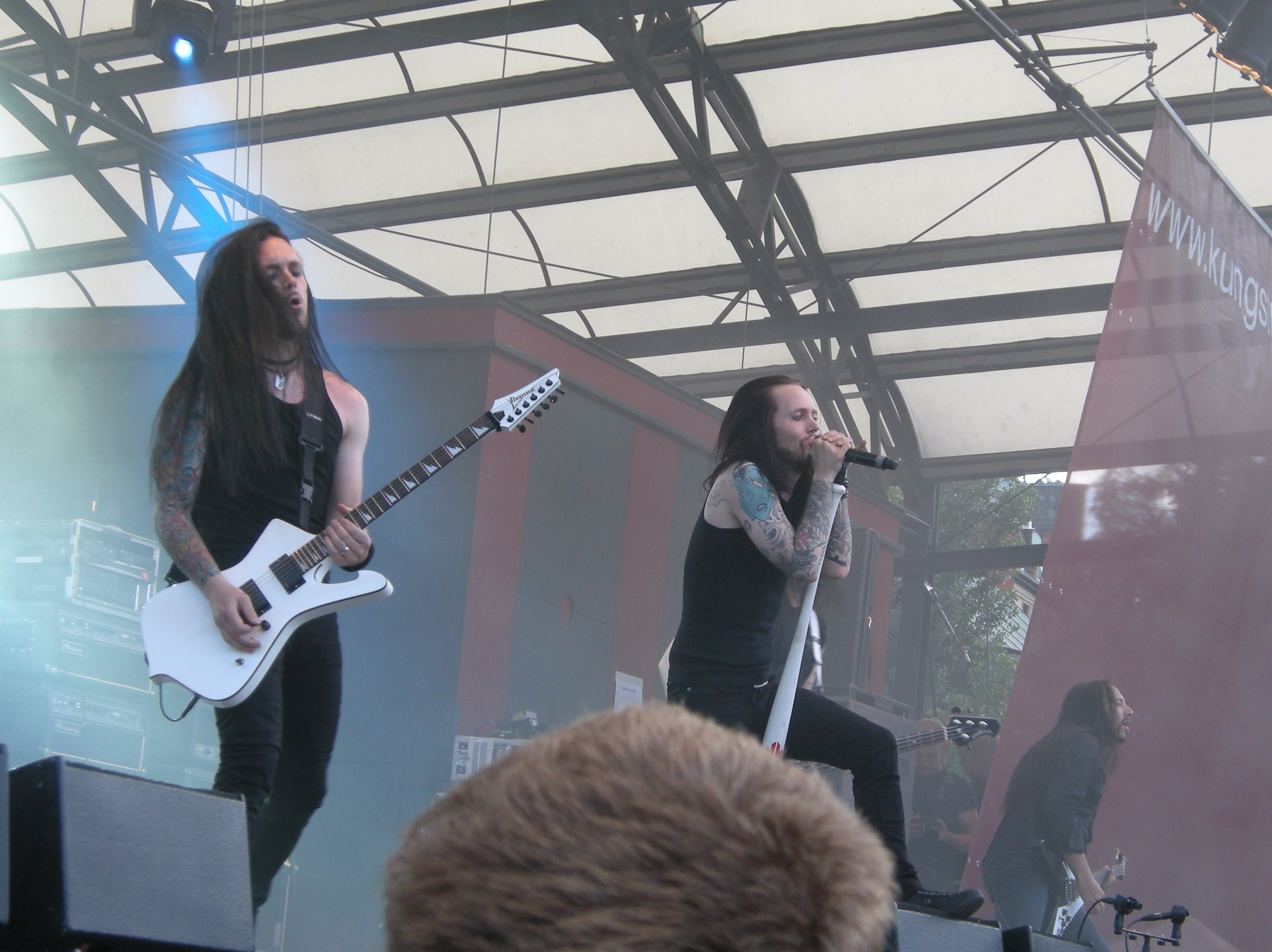
Engel i Kungsträdgården 6 augusti 2010

Dagen före den egentliga Sonsipherefestivalen hölls en "förfest" i Kungsträdgården i Stockholm, bland annat med spelningar av flera svenska band. Denna tillställning var gratis och öppen för alla, inte bara de som hade biljetter till den egentliga festivalen.

#### Deltagande band
- Crashdiet
- Bullet
- Casablanca
- Corroded
- Engel

### Finland
Sonisphere avslutade årets turné i Finland, där biljetterna sålde slut redan under 2009. Festivalen hölls 7 till 8 augusti i Björneborg. Iron Maiden och HIM var huvudband. En våldsam storm utbröt under Sonisphere Finland söndagen 8 augusti och orsakade kraftig förödelse på Saturnscenen. 40 människor skadades, varav två människor skadades allvarligt. En person dog senare på sjukhus.
Banden som spelade i Finland var:
- Iron Maiden
- HIM
- Heaven and Hell (inställt)
- Mötley Crüe (inställt)
- Alice Cooper
- Slayer
- Anthrax
- The Cult
- Iggy & The Stooges (spelade endast fyra akustiska låtar med anledning av skadorna som stormen orsakade)
- Serj Tankian
- Alice in Chains
- Volbeat
- Apocalyptica
- Aria

## Sonisphere 2011

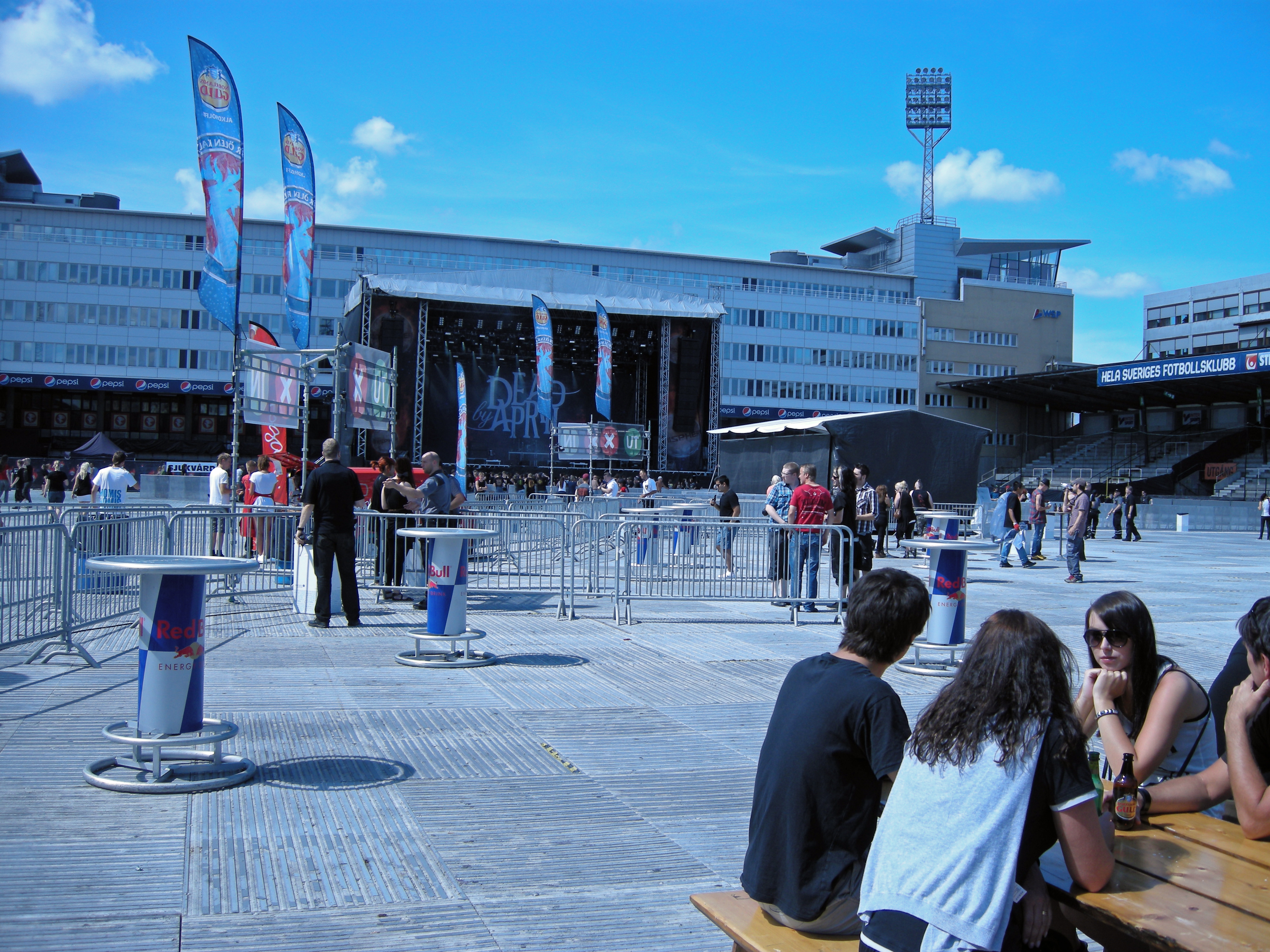
Sonispheres Apollo Stage

Sonisphere genomfördes även 2011 med nya spelplatser i Frankrike och Italien. Däremot återkom festivalen detta år inte till Rumänien. 

### Polen
Sonisphere Polen återvände till Bemowo Airport utanför Warszawa på fredagen 10 juni 2011. Iron Maiden var huvudband i Polen och Motörhead var det andra huvudbandet. Det tredje bandet som bekräftades var Mastodon.

### Storbritannien

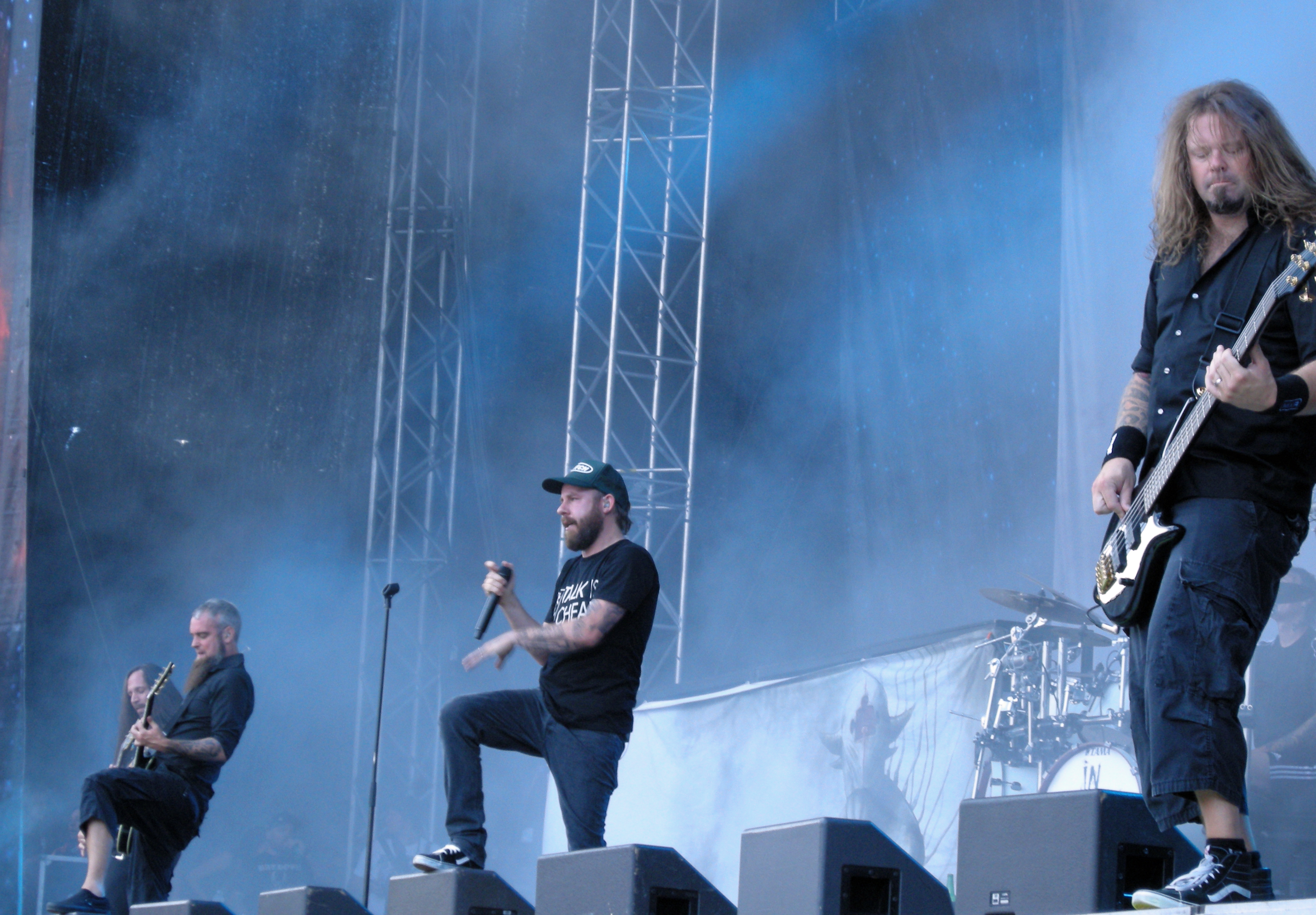
In Flames spelade på Sonisphere 2011, bland annat i Knebworth

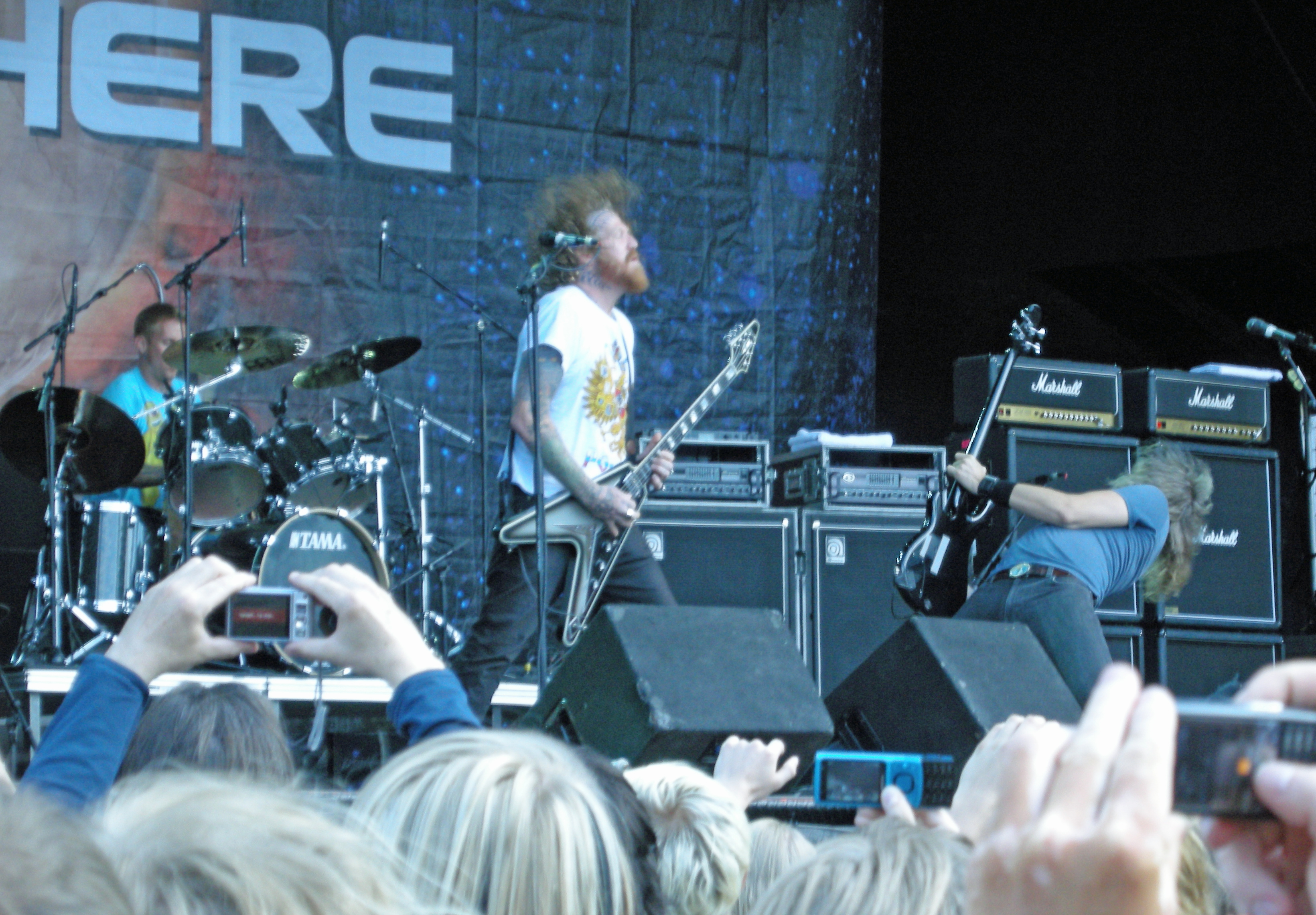
Även Mastodon spelade i Knebworth

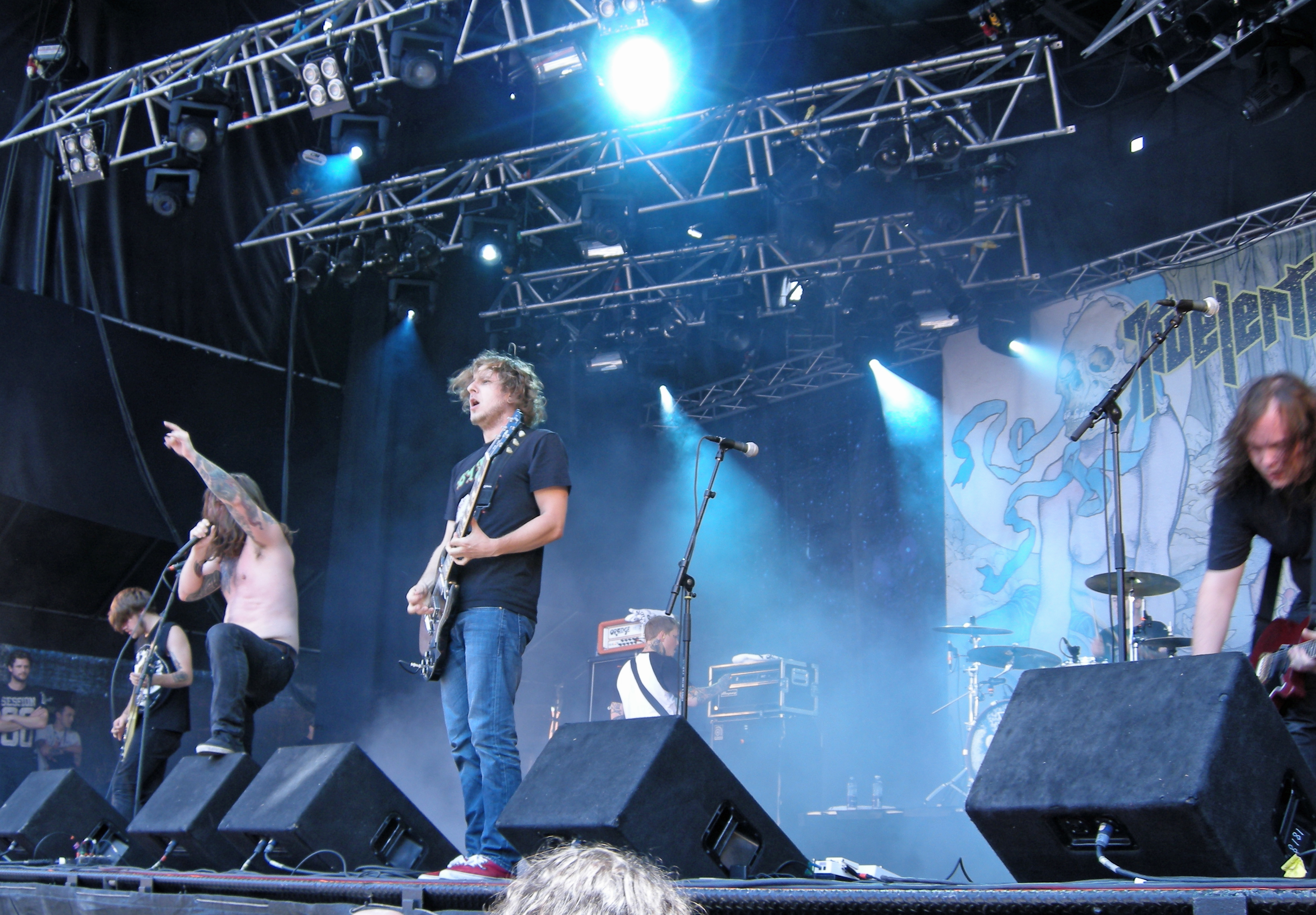
Norska Kvelertak spelade i Stockholm

Sonisphere Knebworth genomfördes 8-10 juli 2011. I början av december 2010 tillkännagavs att det amerikanska metalbandet Slipknot skulle komma att vara ett av huvudbanden i England, och att det skotska rockbandet Biffy Clyro avslutade lördagen på huvudscenen, vilket var bandets första framträdande som huvudband på en stor festival Den 13 december 2010 tillkännagavs att Metallica, Megadeth, Slayer och Anthrax skulle vara huvudband på fredagen. Detta var första gången "The big four" uppträdde tillsammans i Storbritannien.
I januari 2011 blev det bekräftat att Motorhead, Mastodon, In Flames och Parkway Drive också skulle uppträda på brittiska Sonisphere. Senare i januari tillkännagavs att också Weezer, Airbourne, Architects och Diamond Head skulle spela på festivalen. Även The Sisters of Mercy, Limp Bizkit, Gojira, Volbeat, Gallows, INME, One Minute Silence, Protest The Hero och Kids in Glass Houses spelade på festivalen.

### Frankrike
Slipknot och "The Big Four" var huvudband på den franska delen av festivalturnén, vilken ägde rum 8-9 juli i Amnéville. Andra band som uppträdde var Airbourne, Mastodon, Bullet for My Valentine, Bring Me the Horizon, Papa Roach, Dream Theater, Gojira, Volbeat, Loudblast och Mass Hysteria.

### Sverige
Sonisphere Sverige återvände till Stockholm, och hölls denna gång vid "Globe Arenas Open Air" på Globenområdet och datumet var lördagen den 9 juli. Huvudband var Slipknot och övriga uppträdande band var In Flames, Arch Enemy, Mastodon, Airbourne, Mustasch, Dead by April, Kvelertak, Graveyard och Seventribe. På efterfesten i Annexet spelade Safemode och Family X.

## Sonisphere 2012
I Sverige blev det ingen festival.